# Kinas köpingar
Köping (kinesiska: 镇?, pinyin: zhèn), även översatt till småstad, är en administrativ enhet på den fjärde och lägsta nivån, sockennivån, i den kinesiska administrativa hierarkin. Den befinner sig på samma administrativa nivå som den kinesiska socknen (kinesiska: 乡?, pinyin: xiāng), med den skillnaden att en köping har en högre grad av urbanisering än en socken och en köping är ofta centralort i ett härad. 2022 fanns det 21 389 köpingar av totalt 38 602 orter på sockennivå.
En speciell typ av köping är etnisk minoritetsköping (kinesiska: 民族镇?, pinyin: mínzú zhèn). I en sådan köping dominerar normalt något av Kinas minoritetsfolk. 

## Historia
Under kejsartiden fanns det inga fasta administrativa enheter under häraderna, utan myndigheterna fick istället samverka med de byar, marknadsstäder och andra samhällen som fanns inom häradsgränsen med informella metoder i samarbete med lokala eliter. Särskilt viktiga var köpingarna eller marknadsstäderna i det äldre Kina, som både saknade en muromgärdad huvudort eller egna formella administrativa strukturer, men som var viktiga platser för varuutbyte, migration och religiös aktivitet.
Först under 1900-talet fick köpingarna en egen administrativ nivå i den officiella administrativa hierarkin. När den kinesiska staten formaliserade köpingen 1955 som administrativ enhet skulle den ha en bofast befolkning på mer än 2000 personer och mer än 50 procent av invånarna skulle ha andra näringar än jordbruk. När systemet reformerades 1984 vidgades kriterierna något. Sedan 1990-talet har det varit en statlig prioritet att främja urbanisering och som ett led i denna politik har många socknar ombildats till köpingar (乡改镇), medan köpingar ombildats till stadsdelsdistrikt, jiedao, och städer på häradsnivå (镇改市). Denna politik är kontroversiell och har kritiserats för att skapa urbanisering genom artificiella och administrativa metoder.